# Jorge Lavelli
Jorge Lavelli (Buenos Aires, 11 de noviembre de 1932-París, 9 de octubre de 2023)fue un director de teatro y de ópera argentino, con la nacionalidad francesa. Fue creador de un estilo de teatro musical y fundador del Théâtre National de la Colline en París, que dirigió hasta 1996. Entre sus puestas en escena se destacó la difusión mundial que hizo del teatro de Witold Gombrowicz y de Copi. Es considerado uno de los directores que más ha renovado el teatro francés, junto a Jean-Louis Barrault y Peter Brook. Se destacó por su preocupación de representar un teatro vivo, vigente y atractivo, plenamente relacionado con las problemáticas contemporáneas. Dirigió la compañía Le Mechant Theatre (el Malvado Teatro).

## Biografía
Jorge Lavelli nació en Buenos Aires en 1932 y se radicó en París en la década de 1950 gracias a una beca argentina con la que estudió en la universidad Théâtre des Nations de París. Puso en escena por primera vez y difundió en Francia y Alemania la obra de Witold Gombrowicz, estrenando El casamiento (1963), Yvonne, princesa de Borgoña (1965) y Opereta (1971-89). También se ha destacado por representar el teatro de Copi y de otros dramaturgos, como Fernando Arrabal, René de Obaldia, Peter Handke, Harold Pinter, Serge Rezvani y Roberto Athayde.
En 1969 comenzó a trabajar con el género de teatro musical y a poner en escena óperas, entre ellas de varios autores modernos como Maurice Ravel, Claude Debussy, Igor Stravinski, Béla Bartók, Serguéi Prokófiev, Maurice Ohana, Luigi Nono, Heinrich Sutermeister, y clásicos como Georges Bizet, Jean-Philippe Rameau, Marc-Antoine Charpentier, Georg Friedrich Händel, Ludwig van Beethoven, Charles Gounod, Giuseppe Verdi, Giacomo Puccini, Vincenzo Bellini y Wolfgang Amadeus Mozart.
En la Argentina, Lavelli dirigió varias obras en Sala Martín Coronado del Teatro San Martín como Yvonne, princesa de Borgoña de Gombrowicz en 1972, Macbeth de Eugène Ionesco con el Théâtre National de la Colline en 1993, Seis personajes en busca de autor de Luigi Pirandello en 1998, Mein Kampf, farsa de George Tabori en 2000 y Rey Lear de William Shakespeare en 2006. En Buenos Aires también presentó en el Teatro Colón las óperas El Caso Makropulos de Leoš Janáček en 1986 y Pelléas y Mélisande de Claude Debussy en 1999.
En España presentó Eslavos, en 1997 y En casa/En Kabul, en 2003 con la Comédie Française, ambas de Tony Kushner. En agosto de 2008 dirigió Edipo Rey en el 54 Festival de Teatro Romano de Mérida.

## Premios y reconocimientos
Ganó en 1963 el gran premio dedicado a las jóvenes compañías de teatro gracias a su puesta en escena de Le Mariage, de Witold Gombrowicz.
Recibió el Gran Premio de las Artes de la Escena que entrega la Ciudad de París y fue designado Comendador de la Orden de las Artes y las Letras, y Caballero de la Legión de Honor. En 2004, la Sociedad de Autores y Compositores Dramáticos de Francia lo premió con el 33.º Premio Placer del Teatro. Recibió cuatro veces el Premio Konex en 1981, 1989, 1989 (platino) y 2001.